# ديفيد كروسبي
ديفيد كروسبي (بالإنجليزية: David Crosby)‏ (و. 1941  م - ت 2023م) هو عازف قيثارة، ومغن مؤلف، ومغني، وموسيقي، وكاتب أغاني أمريكي، ولد في لوس أنجلوس، عزف على القيثارة، والبيانو، والكمان، والدف الصغير، كما كان عضوًا في ذا بيردز.

## جوائز
حصل على جوائز منها:
- شخصية ميوزيكارس للسنة  [لغات أخرى]‏ (1991).

## الوفاة
توفي ديفيد كروسبي في 18 يناير 2023 عم عمر ناهز الحادية والثمانين.

## وصلات خارجية
- ديفيد كروسبي على موقع IMDb (الإنجليزية)
- ديفيد كروسبي على موقع الموسوعة البريطانية (الإنجليزية)
- ديفيد كروسبي على موقع ميوزك برينز (الإنجليزية)
- ديفيد كروسبي على موقع رولينغ ستون (الإنجليزية)
- ديفيد كروسبي على موقع إن إن دي بي (الإنجليزية)
- ديفيد كروسبي على موقع أول ميوزيك (الإنجليزية)
- ديفيد كروسبي على موقع ديسكوغز (الإنجليزية)
- ديفيد كروسبي على موقع قاعدة بيانات الفيلم (الإنجليزية)
- ديفيد كروسبي في قاعدة بيانات الأفلام على الإنترنت